# ELISAVA
ELISAVA Facultat de Disseny i Enginyeria de Barcelona de la Universitat de Vic - Universitat Central de Catalunya (UVic-UCC) és un centre universitari privat de disseny i enginyeria. Fundada l'any 1961 a Barcelona, fou la primera escola de disseny de l'Estat espanyol. El seu campus és a la Rambla de Barcelona, on conviuen al voltant de 2.200 estudiants i més de 800 professors. L'any 2020 Elisava es va federar a l’UVic-UCC, passant de ser un centre adscrit a la Universitat Pompeu Fabra, com havia estat entre els anys 1995 i 2020, a una universitat de ple dret. L'any 2000, va ser guardonada amb un Premi Nacional d'Innovació i Disseny. Des de l'any 2013 es troba entre les 100 millors escoles de disseny i arquitectura d'Europa segons la revista Domus.
L'entitat ofereix programes educatius de disseny gràfic i de comunicació, disseny de producte, enginyeria en disseny Industrial, disseny d'espai interior, arquitectura i estratègia en disseny. Des del 1986, edita la revista ELISAVA Temes de Disseny, una publicació trilingüe, científica i de recerca i debat entorn del disseny i la seva vinculació amb la tecnologia, la comunicació, la cultura i l'economia. Temes de Disseny està indexada pel repositori cooperatiu RACO (Revistes Catalanes amb Accés Obert).

## Història
Fundada l'any 1961 a Barcelona, va néixer amb la voluntat de crear un nou espai per a l'ensenyament del disseny. Uns inicis on, de manera progressiva, es va anar definint com una escola orientada clarament a la cultura del projecte i va basar l'ensenyament en la capacitació teoricopràctica per al plantejament i la resolució de problemes de disseny, en comptes de la repetició de problemes ja resolts (ensenyament artesanal).
Com a continuació lògica als estudis de disseny el 1997 va incorporar els estudis d'Enginyeria Tècnica en Disseny Industrial, i el 1998 els d'arquitectura tècnica.

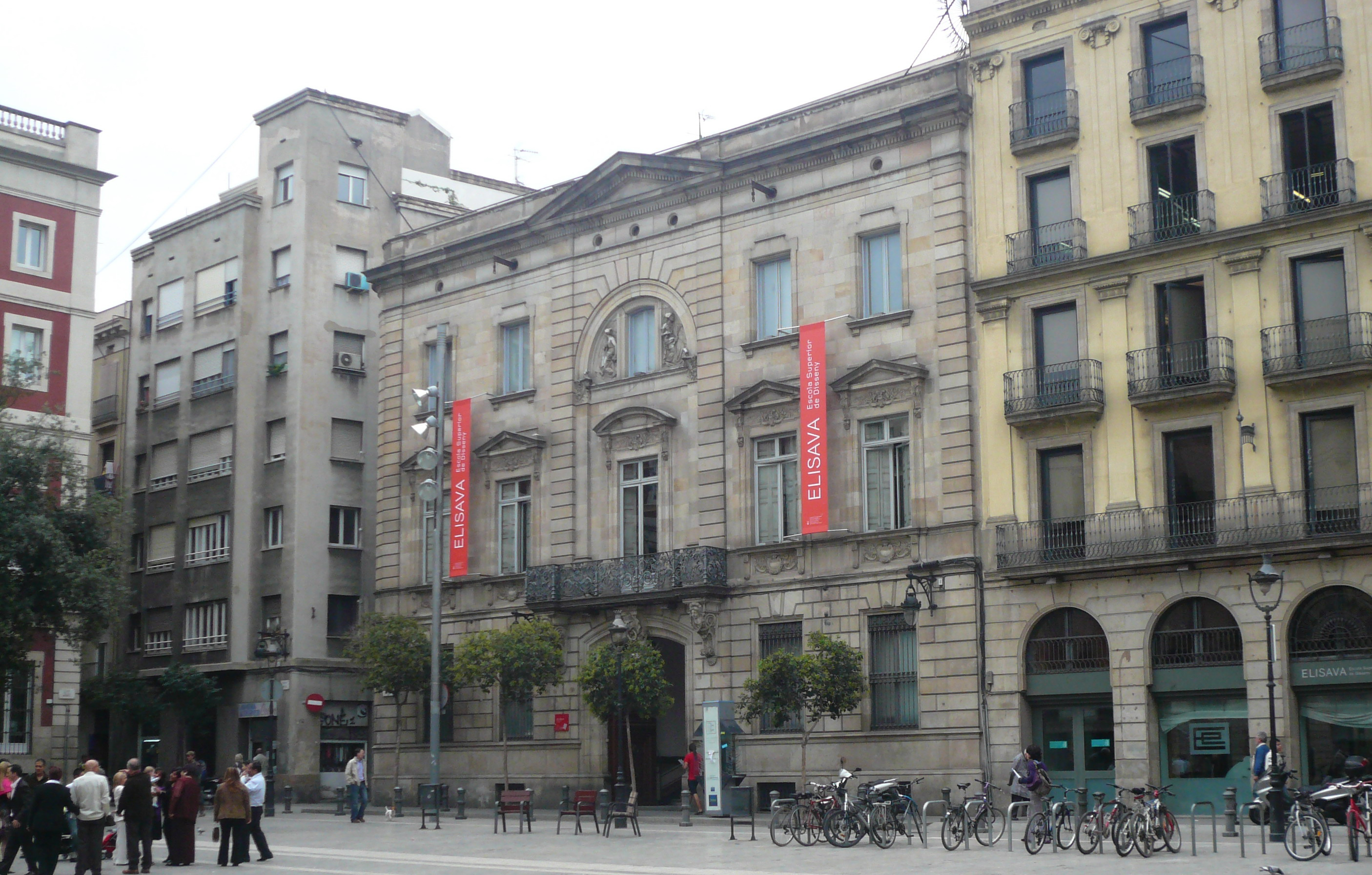
Edifici de l'antic Crèdit Mercantil, a la plaça de la Mercè, on hi va haver anteriorment l'escola

El 1990 van iniciar-se els tallers de postgrau amb la presència de dissenyadors destacats com ara Francesco Binfarré, Achile Castiglioni, Isao Hosoe, Santiago Miranda, Jonathan de Pas i Denis Santachiara, entre d'altres.
Com a conseqüència de l'adscripció a la Universitat Pompeu Fabra, actualment realitza conjuntament amb l'IDEC (Institut d'Educació Contínua) una vintena de màsters i una quarantena de programes de postgrau relacionats amb la pràctica professional de qualsevol àmbit del disseny i de l'enginyeria.
Amb la voluntat de potenciar l'Escola i donar-li més autonomia, el 2003 es va constituir per iniciativa de la Fundació Cultural del CIC la Fundació Privada ELISAVA Escola Universitària.

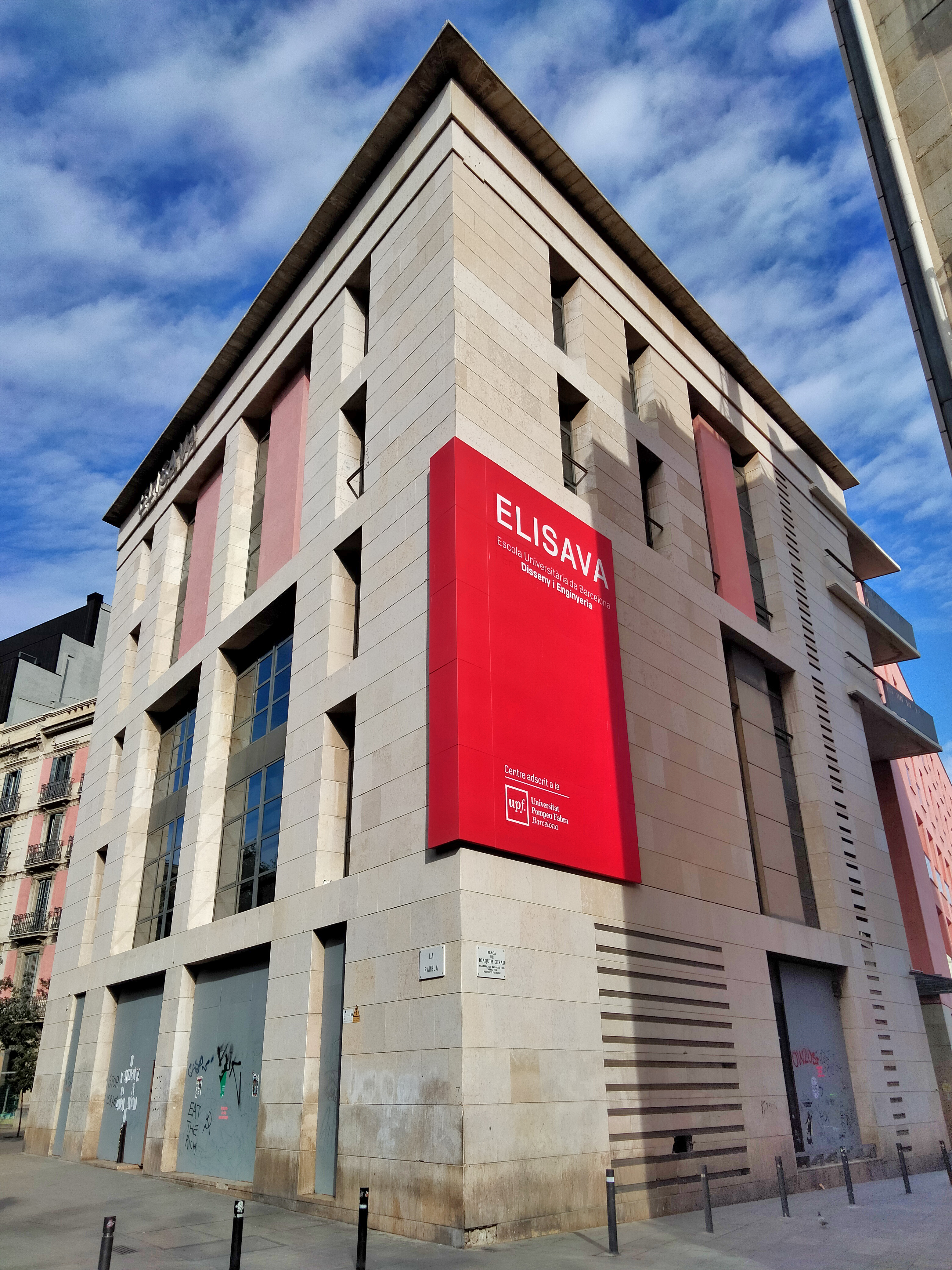
Edifici cantoner de la Rambla amb la plaça de Joaquim Xirau, nova seu de l'ELISAVA

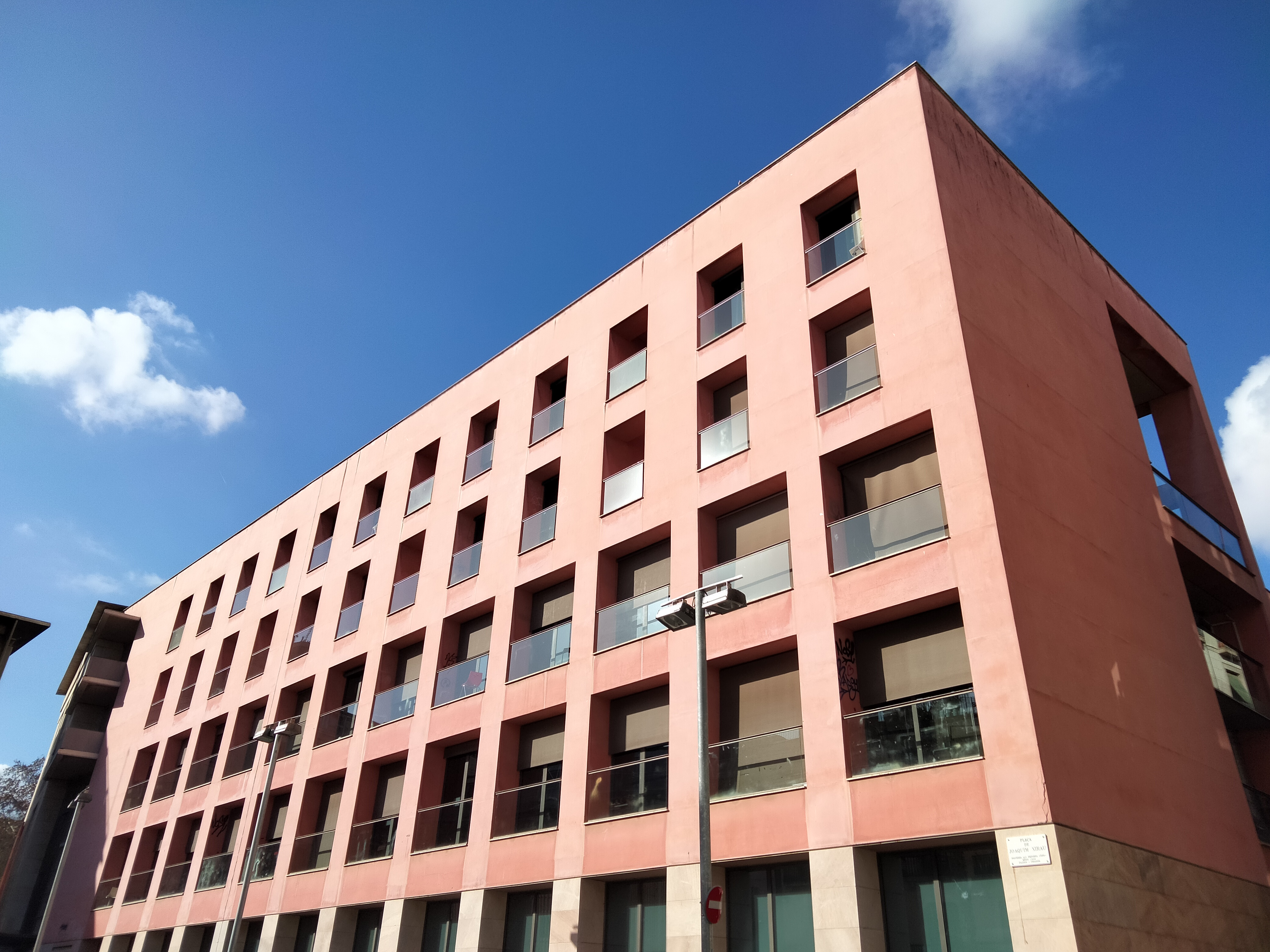
Façana de la plaça de Joaquim Xirau de la seu actual de l'escola

El 2009 el projecte educatiu de l'escola va quedar plenament integrat dins de l'Espai Europeu d'Ensenyament Superior oferint per primer cop el grau en disseny, el grau en enginyeria en disseny industrial i el grau en enginyeria d'edificació. Com a pas previ i des del 2008 ja estava oferint el Màster Universitari en Comunicació i Disseny. Si bé la seu actual d'ELISAVA és a la Rambla, anteriorment ha tingut diversos emplaçaments, sempre a Barcelona. L'edifici del carrer de l'Avenir, 45, el de via Augusta, 205 (seu del Centre cultural del CIC), el del carrer de Vallmajor, 11, el de la plaça de la Mercè, 11-13. Aquests successius canvis han estat provocats pel creixement constant en nombre d'alumnes i professors. L'actual campus de la Rambla compta amb 10.500 m² d'instal·lacions amb un seguit d'espais equipats per al desenvolupament de l'activitat docent, tant de caràcter teòric com de tipus taller i laboratori.

## Activitat
El centre té establerts convenis amb més de 60 centres universitaris d'Europa, els Estats Units, Amèrica Llatina, Àsia i Austràlia. Forma part de la xarxa Cumulus, que agrupa més de 100 institucions de renom de tot el món, amb la finalitat de promoure la cooperació internacional.
Coordina projectes de recerca aplicada en disseny i enginyeria al servei de la innovació en les empreses. La seva recerca s'estructura en tres grans línies: innovació social, innovació en nous materials i noves tecnologies de fabricació, innovació en l'empresa. Desenvolupa projectes en l'àmbit de comunicació visual, disseny i enginyeria de producte, mobilitat i transports, espai-retail, nous materials, sostenibilitat o àmbit salut. Ha treballat amb la Fundació Pasqual Maragall, ASCER, ALSTOM/ FGC, Rucker-Lypsa, Bayer Material Science
El centre promou i difon el coneixement vinculat al disseny i l'enginyeria a través d'un programa d'activitats abundant. A partir de l'any 1991, col·labora en l'organització i acull diverses activitats de la Primavera del Disseny, un esdeveniment amb caràcter biennal de reflexió teòrica entorn dels diferents interrogants que planteja el món del disseny. Ha estat seu de diversos congressos relacionats amb les diferents àrees de coneixement que abasta l'escola. L'any 2012 va acollir l'European EPIC (Ethnographic Praxis in Industry Conference) sobre investigació etnogràfica en la indústria. El 2013 va allotjar la primera edició de la jornada de tallers i conferències sobre tipografia Entretipos, el congrés internacional sobre disseny web WebVisions i la quarta edició del seminari sobre mètodes generatius en arquitectura i disseny Algomad. Al llarg de la seva història, ha comptat amb conferenciants i professionals de reconegut prestigi com Zaha Hadid o Philippe Starck.

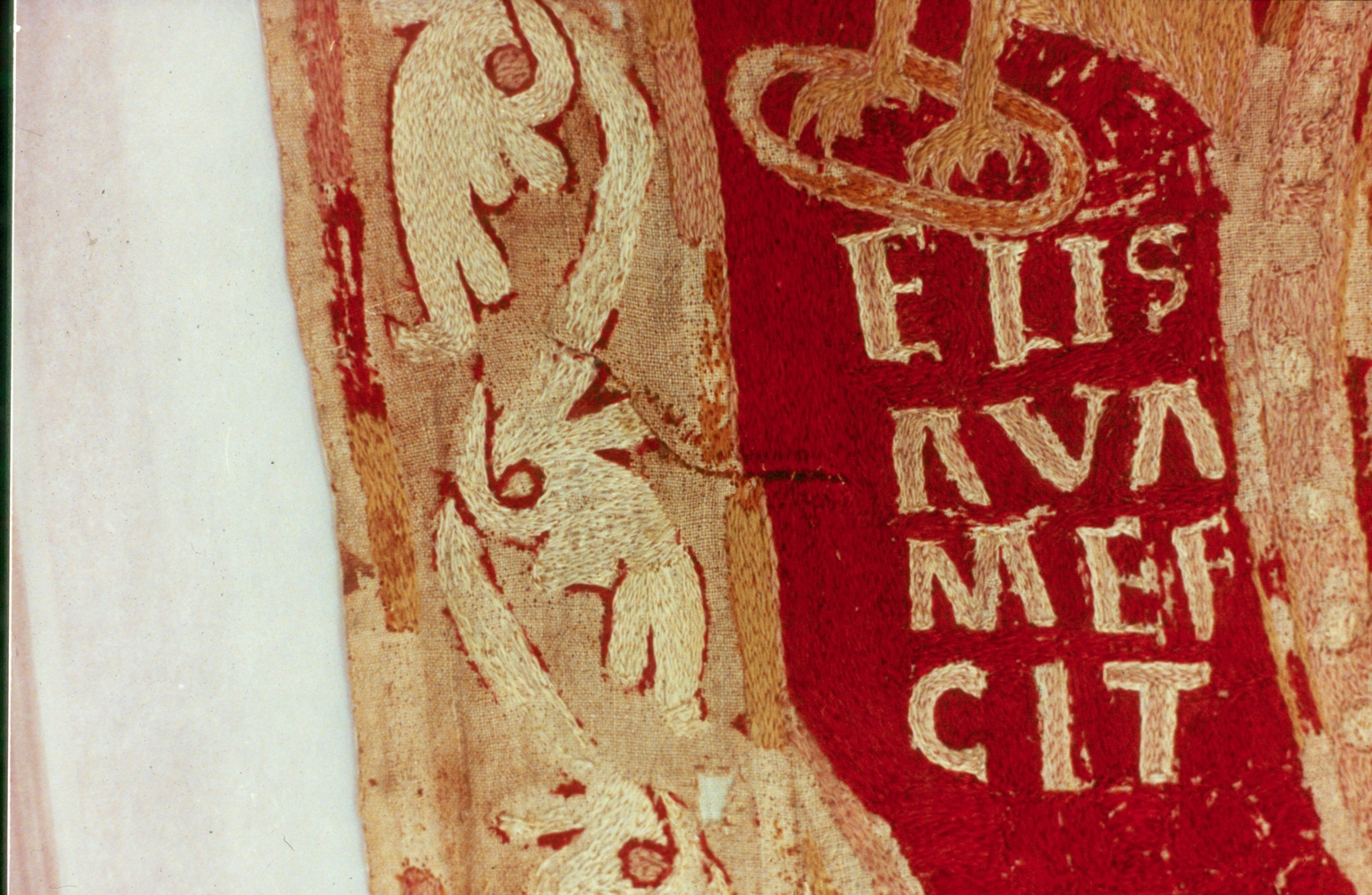
Penó de Sant Ot

L'any 2012, l'associació començà una nova etapa amb el nom d'Elisava Alumni i organitza un concurs per dissenyar-ne la nova imatge corporativa. La proposta guanyadora, dissenyada per l'exalumne de l'escola Albert Ibanyez va ser guardonada amb tres premis Laus, organitzats pel Foment de les Arts i el Disseny, en les categories de Disseny Gràfic - Naming (plata), Entitats (plata) i Disseny Gràfic - Logotip (bronze). La imatge corporativa d'Elisava Alumni està basada en l'Estendard de Sant Ot del segle xii, on apareix una de les primeres firmes femenines catalanes: «Elisava me fecit» (Elisava m'ha fet).